# Рахлин, Лев Ильич
Лев Ильич Рахлин (род. 19 сентября 1948, Ленинград, РСФСР, СССР) — советский и российский режиссёр, продюсер.

## Биография
Сын известного режиссёра И. Я. Рахлина. В 1972 закончил ЛГИТМиК (класс Р. Сусловича), получив диплом режиссёра. Первая самостоятельная постановка — большая эстрадно-музыкальная программа «Птицы нашей молодости» — заняла 1-е место на Всесоюзном фестивале, посвящённом 50-летию Советской власти, через год на конкурсе А. Островского спектакль «Волки и овцы» также был в числе призёров. Работает практически во всех жанрах театрального и эстрадного искусства, среди его постановок рок-оперы, мюзиклы, различные ревю и шоу-программы.
- С 1988 по 1990 год — художественный руководитель ленинградского театра-студии «Народный дом».
- С 1996 года — главный режиссёр «Мюзик-Холла».
- C 2002 по 2004 год возглавлял «Мюзик-Холл».

Лев Ильич является автором-драматургом многих собственных спектаклей: «Безумный век», «Декамерон», «Здравствуй, Москва». Также работает в «Театре двух столиц». Сотрудничает с хореографическим ансамблем «Человек». Член Союза театральных деятелей.
В конце 2023 года в Санкт-Петербурге основал Новый камерный театр.

## Награды
Лауреат премии Ленинского комсомола Сибири и Всесоюзного конкурса, посвящённому 50-летию СССР. Награждён премией «Король мизансцен».

## Постановки
- «Эротикон по Нагиеву»
- «Кыся»
- «Милашка»
- «Яблочная леди»